# Casa Rella
Casa Rella è un palazzo del XVI secolo di Trento, in piazza del Duomo, attiguo a Casa Cazuffi. La facciata prospiciente la piazza è adorna di affreschi la cui attribuzione è da accertare e realizzati attorno al 1540, a pochi anni di distanza da quelli di Casa Cazuffi.

## Affreschi

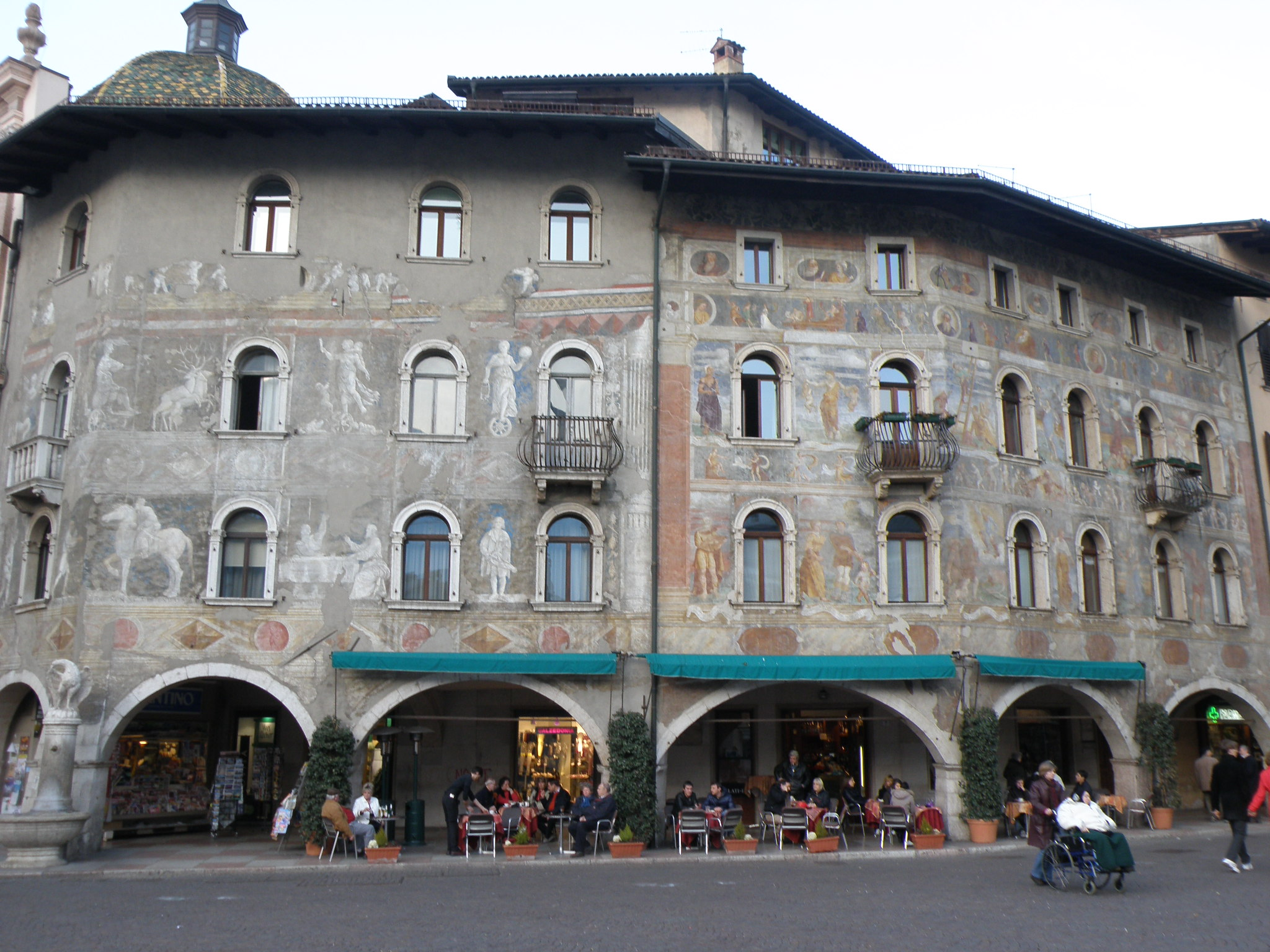
Casa Cazuffi, a sinistra, e Casa Rella, a destra

Al terzo piano della seconda casa (fronte Torre Civica) si scorgono 3 gruppi di figure situate tra un medaglione e l'altro: il Trionfo dell'Amore, il Trionfo della Sapienza e il Trionfo dell'Abbondanza.
Al secondo piano da sinistra della seconda casa si può ammirare una donna anziana con delle lame di ferro in mano, nel gesto di affilarle, che rappresentano "il tempo" perché col suo andamento consuma i beni materiali, l'iscrizione dice: "Omnia consumo muto mortale quod [erit] humana impello singula tempus edax".
Segue una donna che tiene sospesi per i capelli due bambini e che rappresenta "l'esperienza" capace di discernere la verità dalla menzogna; l'iscrizione dice: "cuncta dolens ego sum experientia fictum aut mendax quod sit sola probare queo».
Segue un giovane che sta salendo su una scala, cd. climax virtus, che rappresenta la via spirituale verso "la perfezione". Il personaggio volge lo sguardo indietro verso tre figure che tendono delle funi contro di lui: la lussuria, la miseria e la morte. L'iscrizione sottostante dice: "celsa petere est retineat nisi foemina saeva pauperies premat hine libidina trahat» (it.: "il virtuoso giungerebbe all'apice se non lo impedisse la turpe miseria, la donna e la morte"). Non a caso la scala è rivolta verso i Trionfi su detti della Sapienza e dell'Abbondanza.
Segue una donna con tunica celeste che tiene il braccio sinistro innalzato verso una testa infantile, o un serafino, che rappresenta l'innocenza e quindi "la coscienza"; l'iscrizione dice: "quid agis vorvisque animo pravique bonique tibi tunc testem semper adesse puta". Segue una donna che rappresenta "la giustizia" con la tunica rossa nell'atto di calpestare un uomo dalla testa d'asino che rappresenta l'ignoranza; l'iscrizione dice: "[ecce] nata qui peraget luet me vindice penam bona qui meritum ...tributente". Segue una donna con un camice bianco che tiene in mano un giogo e che rappresenta "l'obbedienza"; l'iscrizione dice: "assiduo quicumque tenebre pe … una aderit letior ecce dies". Segue una donna con una tunica bianco-rossa che mostra una sorta di coccarda e che rappresenta la "temperanza"; l'iscrizione dice: "fudit... opes nimis hic nimis inculat ille [me] dium prudens alites utrumque tenet".
Al primo piano da sinistra si vede poi un uomo anziano vestito di giallo e rosso con lo sguardo rivolto in alto che cinge con entrambe le mani un bacile che rappresenta "la previdenza". Il Gorfer ha erroneamente scritto "fortuna" confondendolo con la donna nuda; l'iscrizione dice: "divitias tribuoque adimoque hu … deperor hic presto longius in …".

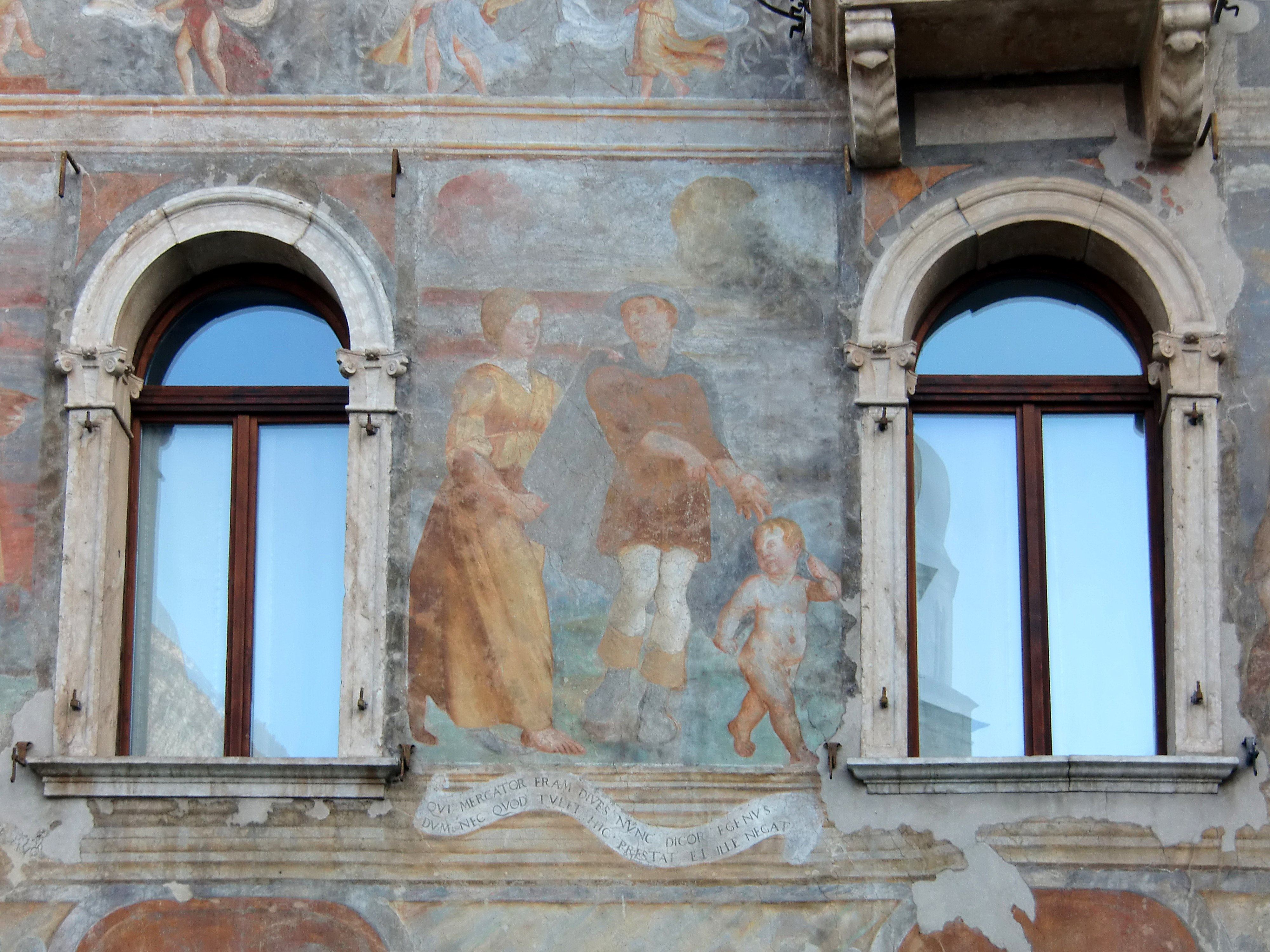
La donna, l'uomo e il bambino

Seguono un gruppo di figure formato da una donna, un uomo e un bambino che si tengono per mano e che rappresentano "la famiglia"; l'iscrizione dice: "qui mercator eram dives nunc dicor egenus dum nec quod tulit hic prestat et ille negat". C'è poi un altro gruppo di cui uno è posizionato più in alto rispetto agli altri ed è Giove che scaglia i fulmini rispetto a due contadini nell'atto di offrire dei doni alla divinità; l'iscrizione dice: "nubila sictutiunt data dona et fulminis iram iratos flectunt et data dona deos".
Segue, fra la terza e la quarta finestra, una donna vestita di bianco e di giallo che tira un fascio di spighe e che rappresenta "la prudenza"; l'iscrizione dice: "vimerere que fatum ponum prudentia cerne quacunque vales me rucere corne viam". Segue una donna che rappresenta "il sospetto" dove sta scritto: "cuncta mihi suspecta noto, quacumque dolosam materiam quaero hinc in mea damna saga" (it.: "sagace a suo proprio danno che tutto nota e trova male da per tutto").
Segue un uomo vestito di rosso che potrebbe rappresentare "il potere" dove sta scritto: "Iustitiam libertatem altera monstr...placido huic visaque dona deo". Infine c'è una donna nuda che rappresenta la Fortuna che "fa crollare i Regni" e "innalzare gli umili" così come recita l'iscrizione: "Ego sum ex alto que nunc evertere regna soleo ex imo tollere multa gradu"